# Christian Gasser (Unternehmer)
Christian Gasser (* 30. Dezember 1906 in Wahlern; † 19. Dezember 1990 in Zürich) war ein Schweizer Wirtschaftsführer. Während des Zweiten Weltkriegs war er Mitbegründer und Sekretär des Gotthardbundes.

## Leben
Christian Gasser absolvierte ein Wirtschaftsstudium an der Hochschule St. Gallen und Universität Bern und promovierte 1933 in Bern zum Dr. rer. pol. Anschliessend war er in leitenden Positionen der Privatwirtschaft tätig. Von 1947 bis 1953 lehrte er als Professor für Betriebswirtschaftslehre an der Hochschule St. Gallen. Ab 1953 leitete er als Geschäftsführer die Georg Fischer AG. 1960 wurde er Eigentümer und 1961 Verwaltungsratspräsident des Maschinenherstellers Mikron.
Um 1938 trat er der Eidgenössischen Aktion von Wilhelm Frick bei, 1939 war er Mitgründer des Bundes der Subventionslosen. Der Historiker Claude Cantini bezeichnet den Bund der Subventionslosen als «Bewegung an der Grenze zum Faschismus». Die Subventionslosen bekämpften die von der Landesregierung eingeleiteten Massnahmen der Kriegswirtschaft der Schweiz im Zweiten Weltkrieg. 1940 war Gasser Mitbegründer des Gotthardbundes und später dessen Sekretär.
1979 verlieh die Hochschule St. Gallen Christian Gasser ein Ehrendoktorat.
Sein Nachlass befindet sich im Archiv für Zeitgeschichte der ETH Zürich.

## Schriften
- Eidgenössische Wirtschaft. Gotthard-Bund, Verlag Rascher, Zürich 1941.
- Der Gotthard-Bund. Eine schweizerische Widerstandsbewegung. Aus den Archiven 1940 bis 1948. Mit einem Vorwort von Friedrich Traugott Wahlen. Verlag Haupt, Bern/Stuttgart 1984, ISBN 3-258-03354-4.[2]